# Nyoma
Nyoma is een kevergeslacht uit de familie van de boktorren (Cerambycidae). De wetenschappelijke naam van het geslacht werd voor het eerst geldig gepubliceerd in 1892 door Duvivier.

## Soorten
Nyoma omvat de volgende soorten:
- Nyoma albopunctata (Breuning, 1977)
- Nyoma costata (Breuning, 1949)
- Nyoma duffyi (Breuning, 1962)
- Nyoma flavoapicalis (Lepesme & Breuning, 1953)
- Nyoma flavovittata (Báguena & Breuning, 1958)
- Nyoma fuscomaculata (Breuning, 1971)
- Nyoma fuscosignata (Breuning, 1948)
- Nyoma kyamburensis Adlbauer, 1998
- Nyoma papiella (Quentin & Villiers, 1981)
- Nyoma parallela Duvivier, 1892
- Nyoma pusilla (Breuning, 1943)
- Nyoma pusilloides (Breuning, 1977)
- Nyoma reali (Lepesme & Breuning, 1955)
- Nyoma truncatipennis (Breuning, 1959)